# Lijst van niet-Arabische sahaba
De lijst van niet-Arabische Sahaba bevat niet-Arabieren onder de oorspronkelijke Sahaba van de profeet Mohammed. Mohammed had veel volgelingen onder de Arabieren, uit veel verschillende stammen. Hij had echter ook veel niet-Arabische Sahaba, van veel verschillende etnische groepen. Sommige van deze niet-Arabieren behoorden tot de meest geliefde en loyale individuen voor Mohammed. De opname van deze niet-Arabieren onder de oorspronkelijke volgelingen van Mohammed en de islam vertegenwoordigt de universaliteit van de boodschap van de islam.

## Klassieke bronnen

### Afro-Arabieren
- Bilaal Ibn Rabaah' - Eerste muezzin (Reciteur van de adhan) in de geschiedenis. Hij werd geboren in de slavernij maar werd geëmancipeerd door de moslims.
- Summayah Bint Khayyat - Vrouw van Yasir ibn Amir en eerste Shahida (martelaar) in de islam.
- Wahshi ibn Harb was een Abessijn die Hamza ibn Abdul-Muttalib doodde in de Slag om Uhud voordat hij de islam accepteerde en later naar verluidt Musaylima in de Ridda-oorlogen vermoordde.
- Umm Ayman (Barakah), was rond Mohammed vanaf zijn geboorte tot zijn dood en was het dichtste voorbeeld van een moeder bij hem (na de dood van zijn eigen moeder toen hij een kind was). Zij was de moeder van Usama ibn Zayd en Ayman ibn Ubayd.
- Ayman ibn Ubayd, zoon van Umm Ayman en halfbroer van Usama ibn Zayd. Ayman werd gedood tijdens gevechten in de Slag om Hunayn.
- Usama ibn Zayd, zoon van Umm Ayman. Prominente generaal in het vroege islamitische kalifaat.
- Al-Nahdiah, bekeerd tot de islam toen ze een slaaf was, maar weigerde haar nieuwe geloof op te geven, zelfs nadat ze was gemarteld en vervolgd door haar slavenmeester. Ze werd later bevrijd van de slavernij.
- Lubaynah, bekeerd tot de islam toen ze een slaaf was, maar weigerde haar nieuwe geloof te verlaten, zelfs nadat ze werd vervolgd door haar toenmalige heidense slavenmeester. Ze werd later bevrijd van de slavernij.
- Umm Ubays, bekeerd tot de islam toen ze een slaaf was, maar weigerde haar nieuwe geloof te verlaten, zelfs nadat ze was gemarteld en vervolgd door haar heidense slavenmeester. Ze werd later bevrijd van de slavernij. Zij was de dochter van Al-Nahdiah.
- Sumayyah bint Khabbat, een van de eersten die de islam omarmde en later werd vermoord vanwege haar geloof door de polytheïstische Banu Makhzum. Ze wordt in de bronnen beschreven als iemand met een zwarte huid. De bronnen veronderstellen dat ze van Ethiopische afkomst was.

### Perzisch
- Salman al-Farsi - Hij werd geboren als een Zoroastriër in Perzië, maar begon aan een lange en ononderbroken reis (weg van zijn vaderland) op zoek naar de waarheid. Hij bereikte uiteindelijk zijn bestemming in Arabië, toen hij Mohammed ontmoette en zich bekeerde tot de islam. Het was zijn suggestie om een geul te bouwen in de Slag om de loopgraaf die uiteindelijk resulteerde in een nederlaag voor de krachten van de vijanden van de moslims.
- Fayruz al-Daylami - Hij werd door Mohammed uitgezonden om in de strijd Aswad Ansi te verslaan, die profeetschap beweerde in Jemen.
- Munabbih ibn Kamil - Hij was een Perzische ridder. Hij had twee zonen, beiden islamitische geleerden.
- Salim Mawla Abu-Hudhayfah - Hij was een zeer gerespecteerde en gewaardeerde moslim (onder zijn mede-moslims), die stierf tijdens het vechten tegen de troepen van Musaylimah tijdens de Oorlog tegen afvalligen. Omar ibn al-Chattab suggereerde dat hij Salim zou hebben aangewezen als zijn opvolger van het kalifaat als hij nog leefde.

### Romeins
- Harithah bint al-Muammil (Zunayra), bekeerd tot de islam terwijl ze een slaaf was, maar weigerde haar nieuwe geloof op te geven, zelfs nadat ze zo ernstig was vervolgd dat ze haar gezichtsvermogen verloor. Ze werd later bevrijd van de slavernij. Umm Ubays was haar zus.
- Suhayb ar-Rumi, op jonge leeftijd tot slaaf gemaakt door de Byzantijnen, groeide Grieks op en vergat Arabisch. Hij ontsnapte later naar Mekka na 20 jaar slaaf te zijn geweest in de Byzantijnse landen, en werd een gewaardeerde metgezel van Mohammed.

### Koptisch (Egyptisch)
- Maria al-Qibtiyya - Was een slaaf die een van de vrouwen van Mohammed werd, zij was de moeder van de derde zoon van Mohammed Ibrahim.
- Sirin - Was de vrouw van Hassan ibn Thabit, die een van de beste Arabische dichters van die tijd was. Maria al-Qibtiyya was haar zus.

### Joods
- Abdullah ibn Salam - Was een rabbijn vóór zijn bekering tot de islam. Hij was de eerste moslim die expliciet werd beloofd aan Jannah (paradijs) door Mohammed, terwijl hij nog leefde. Hij wordt gecrediteerd als de man die deelnam aan de meeste veldslagen tijdens de tijd van de profeet. Hij was een expert in het lezen van de Hebreeuwse Bijbel, zijn moedertaal, en hij werd door de profeet toegewezen om de Koran te documenteren.
- Safiyya bint Huyayy - Ze was een van de vrouwen van Mohammed.
- Raihana- Ook een van de vrouwen van Mohammed.
- Banu Najjar "De Timmerman Familie" een joodse familie die zich bekeerde tot de islam onder de boom "Ansar trouw onder de boom" en de profeet de hand schudde. Zij waren de eerste Ansaar van Medina.
- Abu Ayyub al-Ansari was de gastheer van de profeet toen hij naar Medina emigreerde. Hij nam deel aan het Eerste Beleg van Constantinopel op 80-jarige leeftijd.

### Assyrisch
- Khabbab ibn al-Aratt - Een van de eerste bekeerlingen tot de islam, hij was een Chaldeeër uit de regio Yamama.
- Addas - Hij was een jonge christelijke slavenjongen (oorspronkelijk uit Nineve) die de eerste persoon uit Taif was die zich tot de islam bekeerde.

### Koerdisch
- Jaban al-Kurdi - Hij stond beter bekend als Jaban Al-Kurdi. In het jaar 18 na Hijra ging hij terug naar Koerdistan om de islam in zijn thuisland te prediken.
- Maymun al-Kurdi (Abu Basir Maymun al-Kurdi ibn Jaban)
- Zozan Sahabi of Zozana Kurdi

## Beweerd volgens de lokale legende

### Comoors
- Fey Bedja Mwamba - Volgens de Comorese legende was hij een Comorese nobele die de islam naar de Comoren bracht tijdens een bezoek aan Mekka tijdens het leven van Mohammed, waar hij zich bekeerde tot de islam.
- Mtswa Mwandze - Volgens de Comorese legende was hij een Comorese edelman die de islam naar de Comoren bracht tijdens een bezoek aan Mekka tijdens het leven van Mohammed, waar hij zich bekeerde tot de islam.

### Indisch
- Cheraman Perumal, Chera koning van Kerala, Zuid-West India (hedendaags Kerala) die naar Arabië reisde en zich bekeerde tot de islam.

### Pashtun
- Qais Abdur Rashid (ook bekend als Imraul Qais Khan), legendarische en mogelijk fictieve voorouder van de Pathanen, die vanuit Zhob, Afghanistan, het huidige Baluchistan, Pakistan naar Arabië reisden om Mohammed te ontmoeten en daar de islam te omarmen, voordat hij terugkeerde naar zijn volk en introduceerde hen tot het geloof.